# McDonnell F2H Banshee
McDonnell F2H Banshee var ett amerikanskt hangarfartygsbaserat jaktflygplan. Det var ett av de mest använda amerikanska jaktflygplanen i Koreakriget. Banshee var en efterföljare till USA:s första hangarfartygsbaserade jetflygplan McDonnell FH Phantom. Namnet Banshee är hämtat från irländsk mytologi och sägs vara inspirerat av jetmotorernas tjut.

## Utveckling
År 1942 fick McDonnell Aircraft i uppdrag av USA:s flotta att konstruera ett jetdrivet jaktflygplan kapabelt att starta och landa på hangarfartyg. I övrigt var specifikationen medvetet otydlig i syfte att ge konstruktörerna så fria händer som möjligt. Resultatet McDonnell FH Phantom var ett dugligt jaktflygplan, men det hade sämre räckvidd än samtida propellerdrivna flygplan samtidigt som det endast var marginellt snabbare. Dessutom kunde den inte bära bomber eller utrustas med katapultstol. McDonnell började därför 1945 att konstruera en större variant av FH-1 Phantom med kraftigare motorer. F2H-1 Banshee var inte bara större än FH-1 Phantom, den var också snabbare och tyngre beväpnad. Den första prototypen genomförde sin jungfruflygning 11 januari 1947 och flottan beställde en första serie om 56 flygplan i maj 1947.
Den första serien användes huvudsakligen för utvärdering. Den efterföljande versionen F2H-2 var 36 cm längre för att få plats med mer bränsle. Den hade dessutom ännu mer bränsle i extratankar på vingspetsarna och fyra stycken vapenbalkar för bomber eller raketer. Några var också förstärkta för att kunna bära kärnvapen. Även modeller för fotospaning och nattjakt byggdes.
Erfarenheterna från Koreakriget ledde till modellen F2H-3 som introducerades i mars 1952. Den ytterligare förlängd för ännu mer bränsle och radarn AN/APG-41. I gengäld gjordes vingtankarna mindre. De fyra Hispano-Suiza automatkanonerna byttes också ut mot Colt Mk 16-kanoner med kraftigare patroner och mer ammunition. Den övre vänstra automatkanonen kunde bytas ut mot en lufttankningsbom vid behov. Det sista flygplanet rullade ut från fabriken i Saint Louis den 30 oktober 1953.

## Användning
F2H-1 kom ut på förband i slutet av 1948 och ersatte då föregångaren FH-1 Phantom. F2H-1 tillverkades dock bara i 56 exemplar, det var den efterföljande F2H-2 som var den huvudsakliga versionen och som tilldelades flest divisioner. När Koreakriget bröt ut var Banshee amerikanska marinkårens vanligaste jetflygplan och amerikanska flottans näst vanligaste jetflygplan efter Grumman F9F Panther. Det dröjde dock några veckor innan det första hangarfartyget i Stridsgrupp 77 med Banshees ombord nådde fram till Korea, och vid det laget var Nordkoreas flygvapen och deras baser till största delen bekämpade. Några F2H-2 råkade därför aldrig i luftstrid, men tre stycken gick förlorade på grund av luftvärnseld. F2H användes till största del för attackuppdrag och, tack vare sin höga maxhöjd, för att eskortera B-29:or över Nordkorea. I synnerhet fotospaningsvarianten F2H-2P var tack vare sin förmåga att flyga både högt och snabbt mycket svårbekämpad och utgjorde en viktig taktisk resurs.
Efter kriget överfördes F2H-2 till reserven medan F2H-2P behölls i tjänst ända fram till 1965. Några av de modernare F2H-3 såldes till Kanada. Dessa var de enda Banshees som utrustades för att kunna bära och avfyra jaktroboten AIM-9 Sidewinder.

### F2H Banshee i fiktion
- Huvudpersonen Brubaker i filmen Broarna vid Toky-Ri flyger en F2H Banshee.[6]

## Konstruktion
F2H Banshee är ett lågvingat flygplan huvudsakligen tillverkat i aluminium. Vingarna har rak framkant och något framåtsvept bakkanta. De raka vingarna ger låg landningshastighet vilket är viktigt ombord på hangarfartyg, men maxhastigheten blir begränsad. Vingarna kan vikas uppåt för att ta mindre plats på däck. Flygplanet drivs av två stycken Westinghouse J34 jetmotorer monterade i skarven mellan vinge och flygkropp. Motorerna är riktade något utåt för att utblåset inte ska skada flygkroppen. Sittbrunnen har en bubbelhuv och är placerad framför vingarna vilket ger god sikt. Den hade dessutom en tidigt Martin-Baker katapultstol. Landningsstället är trehjuligt. Huvudhjulen fälls in utåt in i vingarna (till skillnad från FH Phantom där de fälldes in inåt i flygkroppen) medan noshjulet fälldes in bakåt.

### Beväpning
Huvudbeväpningen bestod av fyra stycken 20 mm automatkanoner, i F2H-1 och F2H-2 fyra Hispano-Suiza HS.404 monterade sida vid sida. I nattjaktversionen F2H-2N flyttades kanonerna länge bak och monterades i vertikala par på vardera sidan om nosen. I F2H-3 och F2H-4 byttes de ut mot kraftigare Colt Mk 16. De hade samma kaliber (20 mm) men med längre patronhylsa och kraftigare drivladdning. Mängden ammunition ökades också från 150 patroner per kanon till 220 patroner (övre kanonerna) och 250 patroner (nedre kanonerna). F2H-1 kunde inte ta någon extern last, men F2H-2 kunde ta två 227 kg (500 lb) eller fyra 113 kg (250 lb) bomber eller sex stycken HVAR-raketer under vingarna. F2H-3 och F2H-4 hade ytterligare fästpunkter för totalt åtta HVAR-raketer.

## Varianter
- XF2D-1 – Prototyp. 1 byggd.

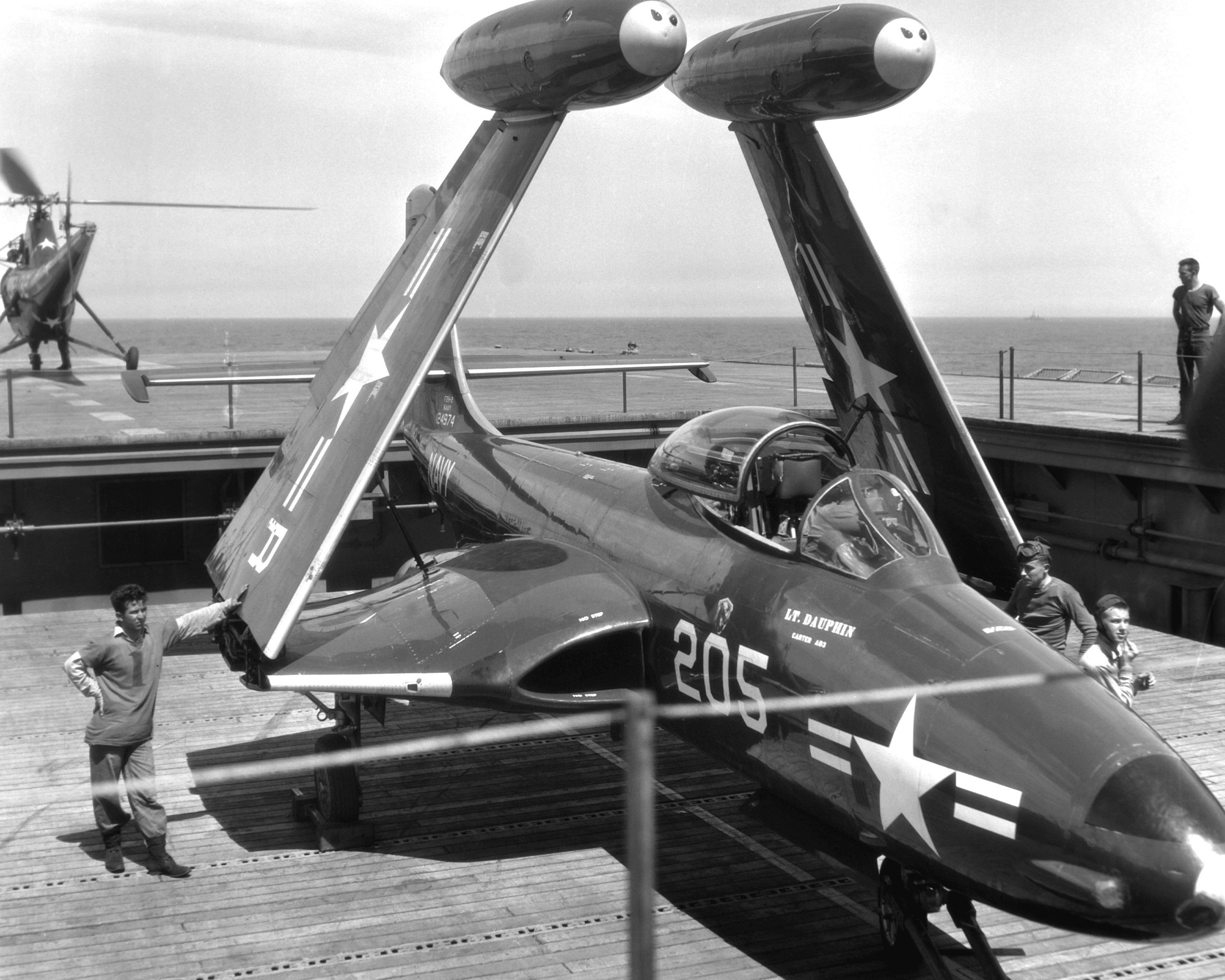
En F2H-2 Banshee i hissen ombord på, augusti 1951.

- F2H-1 – Första produktionsserien. 56 byggda.
- F2H-2 – Andra produktionsserien med förlängd flygkropp och vingtankar för längre räckvidd. 364 byggda.
- F2H-2B – Kärnvapenkapabel jaktbombare med förstärkta vingar. 27 byggda.
- F2H-2N – Nattjaktversion med radarn AN/APS-19. 14 byggda.
- F2H-2P – Fotospaningsversion med förlängd nos med sex kameror. 89 byggda.
- F2H-3 – Tredje produktionsserien med längre flygkropp, radarn AN/APS-41 och kraftigare automatkanoner med mer ammunition. 250 byggda.
- F2H-4 – Fjärde produktionsserien med modernare motorer och radarn AN/APS-37. 150 byggda.